# Лий (окръг, Айова)
Вижте пояснителната страница за други значения на Лий.
Окръг Лий (на английски: Lee County) е окръг в щата Айова, Съединени американски щати. Площта му е 1396 km², а населението - 38 052 души (2000). Административни центрове са градовете Форт Медисън и Кеокук.